# X Rated Remixes
| Recensione      | Giudizio |
| --------------- | -------- |
| Bring the Noise | 10/10    |

X Rated Remixes è un album di remix del musicista canadese Excision, pubblicato il 3 settembre 2012 dalla Mau5trap.

## Descrizione
Seconda ed ultima pubblicazione attraverso l'etichetta discografica di deadmau5, l'album è costituito da 11 remix dei brani originariamente pubblicati nell'album di debutto di Excision, X Rated, e realizzati da vari artisti appartenenti dalla scena EDM come Dirtyphonics, Far Too Loud e Space Lades.

## Tracce
1. Deviance (w/ Datsik) (Dirtyphonics Remix) – 5:03
2. X Rated (ft Messinian) (Space Laces Remix) – 4:22
3. Sleepless (Loadstar Remix) – 4:14
4. Ohhh Nooo (Lucky Date Remix) – 5:03
5. The Underground (w/ Downlink) (Elite Force Remix) – 5:20
6. Execute (High Rankin Remix) – 3:24
7. Swerve (w/ Downlink) (Specimen A Remix) – 4:47
8. SEXisM (w/ SKisM) (Far Too Loud Remix) – 4:26
9. Sleepless (Xilent Remix) – 5:08
10. X Rated (ft Messinian) (Calyx & TeeBee Remix) – 4:53
11. 8 Bit Superhero (ft Datsik) (Eptic Remix) – 4:41